# Canottiera

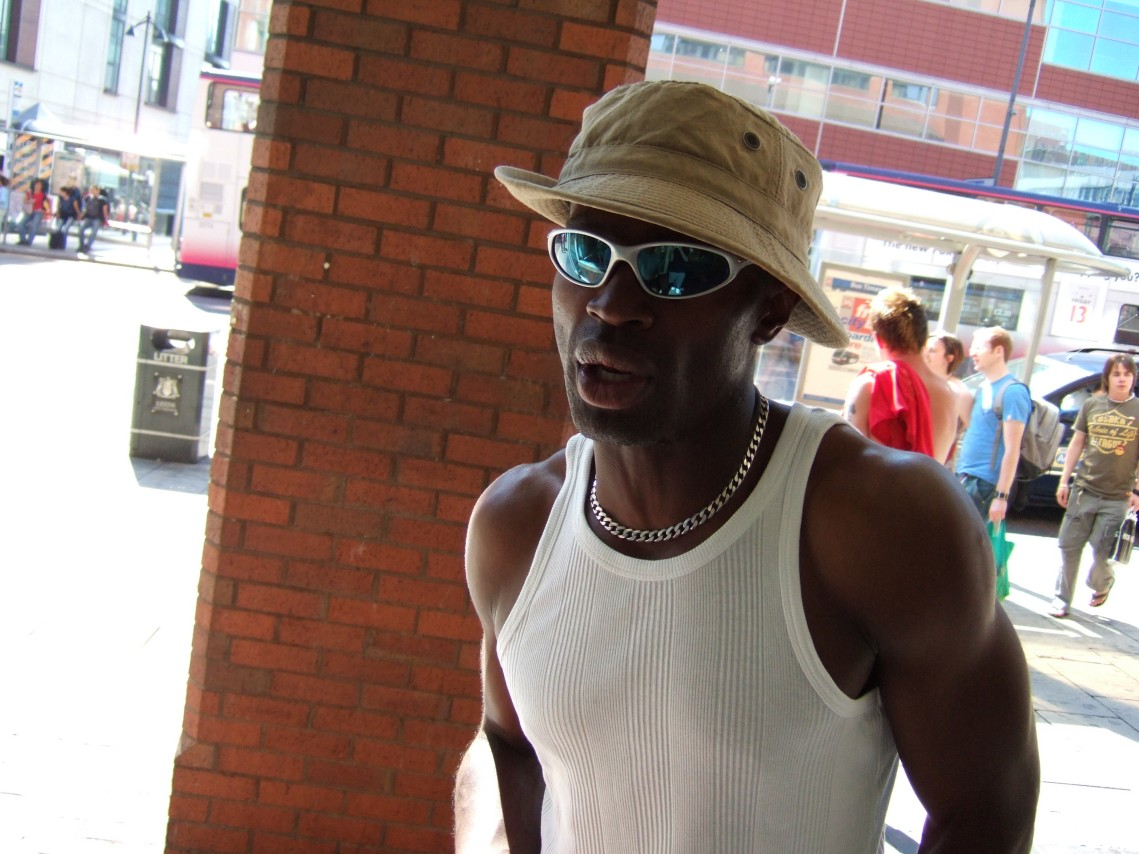
Uomo in canottiera

La canottiera è un indumento simile a una maglietta, dotata di un'ampia scollatura e priva di maniche; il nome deriva dall'essere stata per anni l'indumento di chi praticava canottaggio; la leggenda ne attribuisce l'invenzione (dallo strappo collerico del colletto e delle maniche di una camicia) a Jean Des Fauches, un eccentrico nobile francese del XVI secolo.

## Descrizione
La canottiera è un indumento indossato sia dagli uomini che dalle donne, con leggere differenze di design tra i modelli maschili e femminili, usato come indumento intimo protegge solo l'addome, il busto e il petto e lascia libere le braccia. Viene usato nell'abbigliamento sportivo principalmente nella pallacanestro e nell'atletica leggera. È un capo d'abbigliamento balneare (il tanchini è un bichini costituito di mutandine e canottiera) o semplicemente in sostituzione della maglietta (T-Shirt) nella moda informale (casual) estiva.

## Modelli

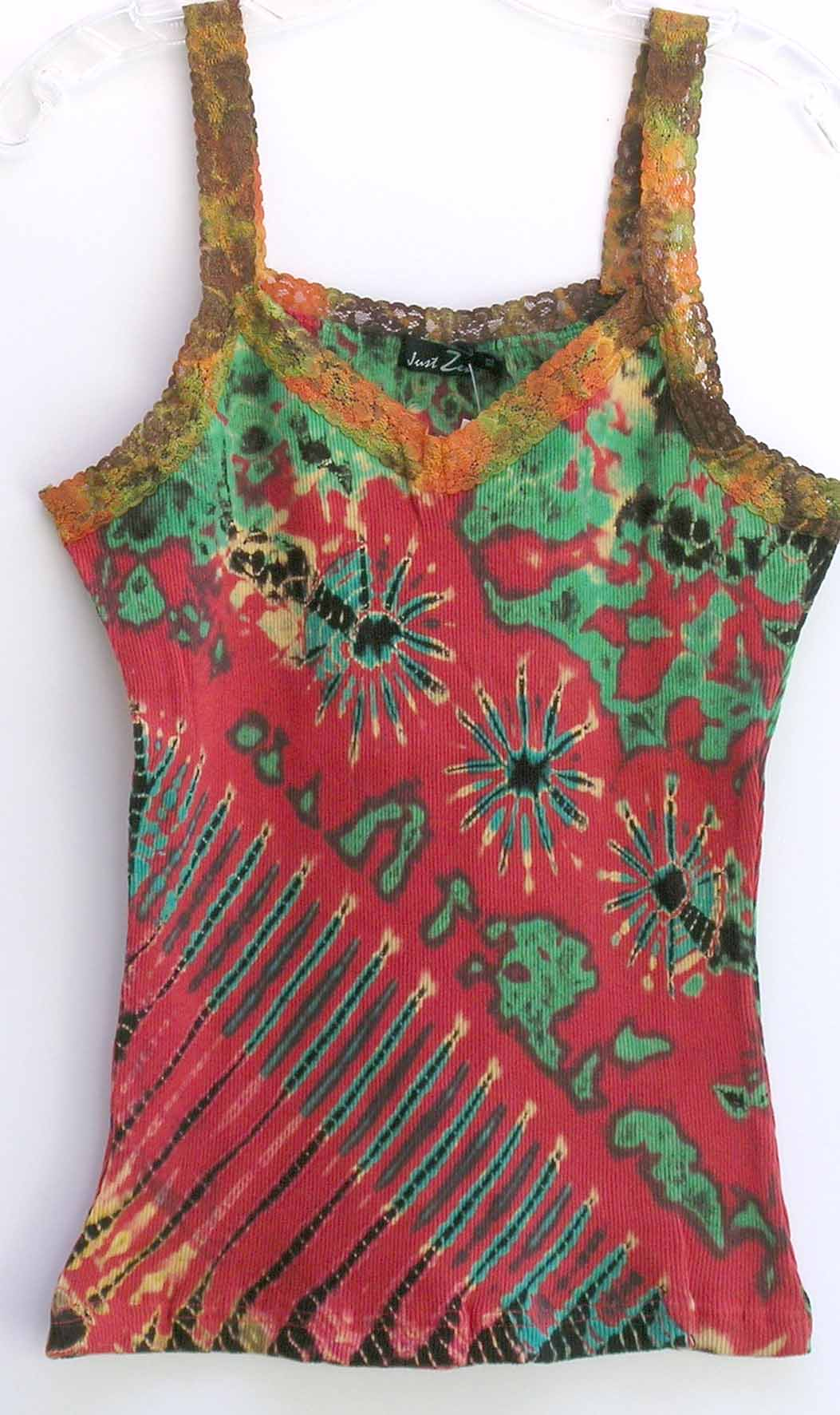
Un esempio di canottiera femminile

Benché sostanzialmente invariato nel corso degli anni, il disegno della canottiera ha subito, soprattutto nei modelli destinati alle donne, qualche evoluzione e innovazione, principalmente derivata all'introduzione di nuovi materiali e nuove tecnologie.
- L'halter top è un tipo di canottiera prettamente femminile che lascia scoperta la parte superiore della schiena, mentre le due bretelline si uniscono unicamente dietro il collo. Il tube top è una canottiera priva di bretelle, sostanzialmente una fascia di tessuto elasticizzata che avvolge il torso fino al seno.
- La spaghetti-strapped shirt è una canottiera le cui bretelle sono rappresentate da due sottili strisce di tessuto appoggiate sulle spalle.
- La cutoff shirt, principalmente maschile, è una maglietta priva di maniche che si distingue dalla comune canottiera per via della scollatura meno ampia.

## Nella cultura di massa
Celebri attori come Renato Salvatori in Rocco e i suoi fratelli o Marlon Brando in Fronte del porto resero la canottiera popolare nell'immaginario collettivo; ciononostante, dal 2007 i grandi magazzini britannici Asda hanno bandito la vendita delle canottiere, ritenute comunemente antiestetiche e pertanto poco vendute. Tuttavia, l'anno successivo l'indumento ha trovato alcuni popolari testimonial, come il presidente degli Stati Uniti Barack Obama o il celebre attore Brad Pitt.